# 抓拍
抓拍，Snap photography，又名寫實抓拍，是攝影技巧，相對於用相機腳架拍攝或商品攝影，抓拍是捕捉目標景物「剎那即逝」的影像，例如一件新聞事件、社會活動、兒童的微笑、足球比賽的精彩入球。
抓拍有時是對方同意的，例如模特兒拍外景；也有些是「事出突然」，來不及獲得對方的同意，例如交通意外連環圖。有稱後者是為偷拍。 
嚴格來說，人像攝影等，在按下快門之前，未有數「一、二、三、笑」都是「抓拍」。跟抓拍相對的攝影手法叫做擺拍，擺拍在商品攝影和短片（例如：抖音、YouTube Shorts）尤其流行。

## 抓拍場地
- 時裝表演
- 開放日
- 校運會

## 相關
- 攝影大師級理論 - 決定性瞬間

## 外部參考
- 紀實抓拍技巧 （页面存档备份，存于）